# Keppel Bay
Keppel Bay är en vik i Australien. Den ligger i kommunen Rockhampton och delstaten Queensland, omkring 500 kilometer nordväst om delstatshuvudstaden Brisbane.
Genomsnittlig årsnederbörd är 1 140 millimeter. Den regnigaste månaden är januari, med i genomsnitt 296 mm nederbörd, och den torraste är augusti, med 18 mm nederbörd.